# Ramajana
Ramajana /izgovori Rāmāyaṇa/ (devanāgarī/nāgarī: रामायण), je drugi od dveh najpomembnejših sanskrtskih epov stare Indije, prvi je Mahabharata. Gre za junaški ep o kraljeviču Rami in njegovi zvesti ženi Siti; razširjen je v Indiji, Indoneziji in na Indokitajskem polotoku.
Ramajana je krajša in enotnejša od Mahabharate. Nastajala je od 4. stoletje pr. n. št. do 2. stoletja. Obsega sedem knjig s približno 24.000 dvojnimi verzi, v katerih je opevana zgodba o severnoindijskem junaku Rami in njegovi ženi Siti, ki jo je ugrabil rakšaski kralj Ravana. V nasprotju z Mahabharato se zdi ep brez zgodovinske podlage, njegovi motivi so pravljično pripovedni. Pač pa je celota, ki opeva Ramovo pot iz severne Indije na jug do Cejlona, odmev bojev med indoevropskimi plemeni in prvotnimi prebivalci Indije.
Tradicionalno so avtorstvo epa pripisovali domnevnemu prvemu indijskemu pesniku in legendarnemu modrecu Valmikiju. Celoten ep je bil izdan v prvih stoletjih našega štetja in v nasprotju z Mahabharato velja za prvi umetni ep. Prva in sedma knijga, ki Ramo upodabljata kot boga, sta mlajša kot osrednji del. Podobno kot Mahabharata je ep najbrž delo več pesniških generacij, ki so oblikovale staro tradicijo v novem dvornem okolju.
Verzi v Ramajani so napisani v 32-zlogovnem merilu imenovanem anustubh. Ep je imel pomemben vpliv na kasnejšo sanskrtsko poezijo in indijsko življenje ter kulturo. Tako kot njegov sorodni ep Mahabharata, Ramajana ni le navadna zgodba: vsebuje nauke starih hindujskih modrecev in jih predstavlja v pripovedni alegoriji z vrinjenimi filozofskimi in religioznimi elementi. 
Obstajajo tudi druge različice Ramajane, predvsem budistične (Dasaratha Džataka št. 461), in v džainizmu v Indiji in tudi indonezijske, filipinske, tajske, laoške, burmanske in malajske verzije zgodbe.
Vsi literarni liki Rama, Sita, Lakšmana, Barata, Hanuman in Ravana so temeljnega pomena za kulturno zavest Indije.

## Glavni liki
- Rama je junak zgodbe in sedmi avatar boga Višnu, je najstarejši in najljubši sin kralja Ajodja, Dašarata in njegove žene Kausalije. Prikazan je kot poosebljena krepost. Kaikeyi (ena izmed njegovih žena) prisili Ramo in ukaže, da se odpove pravici do prestola za štirinajst let in odide v izgnanstvo.

- Sita je ljubljena žena Rame in hči kralja Janaka. Je avatar boginje Lakšmi, soproge Višnuja. Prikazana je kot sinonim ženske čistosti in kreposti. Sledi možu v izgnanstvo in je ugrabljena s strani Ravane. Zaprta je v zaporu na otoku Lanka, dokler je Rama ne reši z zmago nad demonskim kraljem Ravanom. Kasneje rodi Lavo in Kuša, Ramina dediča.

- Lakšmana je mlajši brat Rame, s katerim se je odločil oditi v izgnanstvo. Prikazan je kot avatar Šeša, povezan z bogom Višnujem. Svoj čas preživlja za varovanje Site in Rama, v času, ko se bori z demonom Surpanakom. Prisiljen je zapustiti Sito, ki jo je prevaral demon Maricha, misleč, da je Rama v težavah. Ravana jo ugrabi, ker mu je ušla. Poročen je bil z njeno mlajšo sestro Urmilo.

- Ravana (rakšasa) je kralj Lanke. Po težko opravljeni pokori, trajajoči deset tisoč let, je prejel darilo od stvarnika - boga Brahma: da ga od sedaj naprej bogovi ne morejo ubraniti demonov in duhov. Prikazan je kot močan demonski kralj, ki moti pokoro Rišisa. Višnu se utelesi kot človeški Rama, da ga premaga, v izogib darilu, ki mu ga je dal Brahma.

- Dašarata je kralj Ajodija in oče Rama. Ima tri kraljice: Kausalijo, Kaikejo in Sumitro in tri sinove: Barata, Lakšmana in Šatrugna. Kaikeji, Dašaratova najljubša kraljica, ga prisili, da okrona svojega sina Barata in pošlje Rama v izgnanstvo. Dašarata umre s strtim srcem, ko Rama odide v izgnanstvo.

- Barata je sin Dašarata. Ko izve, da je njegova mati Kaikeji prisilila Rama v izgnanstvo in povzročila smrt Dašarata, odvihra iz palače in odide iskat Rama v gozd. Ko Rama zavrne vrnitev iz izgnanstva da bi prevzel prestol, Barata pridobi Ramove sandale in jih postavi na prestol kot gesto, da je Rama pravi kralj. Barata vlada Ajodiji kot namestnik Rame za naslednjih štirinajst let. Poročen je bil z Mandavi.

## Povzetek zgodbe
Tradicionalno je ep razdeljen na nekaj več glavnih poglavij ali knjig, ki se kronološko povezujejo z večjimi dogodki v življenju Rame - Bāla Kāṇḍa, Ayodhya Kāṇḍa, Araṇya Kāṇḍa, Kishkinda Kāṇḍa, Sundara Kāṇḍa, Yuddha Kāṇḍa, in Uttara Kāṇḍa. 
- Bala Kanda opisuje rojstvo Rame, njegovo otroštvo in zakon s Sito.
- Ajodijs Kanda opisuje priprave na kronanje in izgnanstvo Rame v gozd.
- Tretji del, Aranya Kanda opisuje Ramovo življenje v gozdu in Ravanovo ugrabitev Site.
- Četrta knjiga, Kiškinda Kanda, opisuje srečanje med Hanumanom in Ramo, padec kralja vanarov Valija in kronanje njegovega mlajšega  brata Sugriva na prestol kraljestva Kiškinda.
- Peta knjiga je Sundara Kanda, ki pripoveduje o junaštvu Hanuman, njegov let na Lanko in srečanje s Sito.
- Šesta knjiga, Juda Kanda, opisuje boj med Ramovo in Ravanovo vojsko.
- Zadnja knjiga, Utara Kanda, opisuje rojstvi Lave in Kuša Siti, njuno kronanje za prestol Ajodija in Ramov končni odhod s sveta.

## Vpliv na kulturo in umetnost
Ramajana je eno najbolj pomembnih literarnih del starodavne Indije, ki je imela velik vpliv na umetnost in kulturo na Indijskem polotoku in jugovzhodni Aziji. 
V 8. stoletju je postala priljubljena v jugovzhodni Aziji in bila zastopana v literaturi, tempeljski arhitekturi, plesu in gledališču. Danes uprizarjajo Ramajano kot Ramlilo po vsej Indiji in mnogih krajih po svetu, kjer so se kasneje naselili Indijci. Najbolj znan film na to temo je Sita poje blues (Sita Sings the Blues), ki pripoveduje zgodbo, podpirajoč Sito skozi pesem.

## Teološki pomen
Rama, junak Ramajane, je eden izmed najbolj priljubljenih božanstev, ki so jih častili v hindujski veri. Vsako leto mnogi pobožni romarji sledijo njegovemu potovanju po Indiji, s postojanko na vsakem svetem mestu na poti.
Pesem se ne obravnava le kot literarni spomenik, temveč služi kot sestavni del hinduizma, do katerega se goji globoko spoštovanje, saj naj bi bralce oz. poslušalce osvobodilo greha in jim dalo blagoslov.
Po hindujski tradiciji je Rama utelešenje (avatar) boga Višnu. Glavni namen te inkarnacije je, prikazati pravo pot za vsa živa bitja na zemlji. Arshia Sattar navaja, da je osrednja tema Ramajane, kot tudi Mahabharate, skrito božanstvo Rama in Krišna in njuno postopno razodetje.

## Ramajana na Slovenskem
Na Slovenskem sta se s tematiko Ramajane ukvarjala Jean François Arnšek in Vlasta Pacheiner-Klander.